# Campus de Villejean
Le campus de Villejean est un campus situé à Rennes, dans le département français d'Ille-et-Vilaine en région Bretagne. Aménagé au nord-ouest de la ville dans les années 1960, il est commun à l'Université de Rennes-II, à l'Université de Rennes, à l'École des hautes études en santé publique et accueille environ 32 600 étudiants.

## Historique

### Genèse du campus
L'histoire du campus de Villejean remonte au IVe Plan qui prévoyait en 1961 la construction sur le territoire français la mise en chantier de structures universitaires suffisantes pour accueillir près de 500 000étudiants, doublant ainsi les capacités en une décennie. La question des emprises nécessaires à la construction des universités fut un élément clef pour la décision du lieu de leurs implantations. Le programme de 1961 prévoyait pour les facultés de lettres, de droit et de médecine une superficie d'une dizaine d'hectares, alors que les facultés de science pouvaient se voire réserver une centaine d'hectares. De nouveaux campus "hors la ville" devaient donc être développés.
À Rennes, le campus est fixé à Villejean alors en plein essor. Il regroupa la faculté de Lettres, la faculté de Médecine et l'école nationale de la Santé Publique qui se virent attribuer une superficie de 42 hectares, prélevée sur la ZUP aménagée à la périphérie de la ville.

### Les débuts du campus
Son ouverture remonte à 1969, date à laquelle l'Université de Rennes 2 a fait sa première rentrée. Les bâtiments initiaux, de l'université Rennes 2 (actuels A, B, C, D, E, H) comme ceux de Rennes 1 (actuels 1 à 7), sont l'œuvre de Louis Arretche, comme pour ceux du campus de Beaulieu ou encore la dalle Kennedy toute proche. Les bâtiments initiaux de EHESP sont l'œuvre de Raymond Lopez

### Expansion du campus

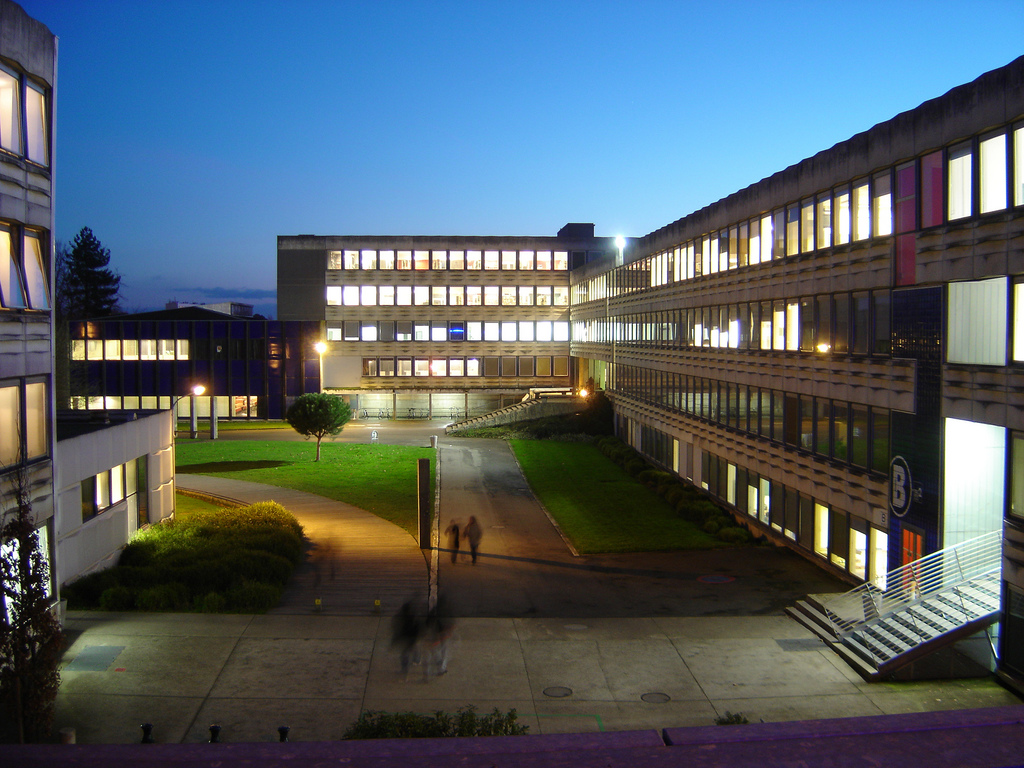
Premiers bâtiments du campus, D à gauche et B au centre.

Le campus connaitra une nouvelle vague de construction à partir du milieu des années 1990, à la suite des financements sur plan université 2000. En 1996 est livré le nouveau bâtiment de la présidence (bâtiment P) de l'université Rennes-II ainsi que le bâtiment du département de musique (bâtiment O). Le campus se dote ainsi avec « le Tambour » d'une nouvelle salle de spectacle. Un bâtiment consacré aux sciences sociales est aussi bâti au même moment (bâtiment N). Ces trois bâtiments sont inaugurés en décembre 1997, et une semaine de festivités est alors organisée.
Le campus se développe aussi sur sa partie Rennes-I. L'UFR de pharmacie se dote en 1996 d'un nouveau bâtiment dessiné par Yves-Marie Maurer et Lionel Orsi. (bâtiment 13) Ces 2 architectes signeront aussi en 2004 l'extension de la bibliothèque universitaire centrale (bâtiment H).
En 1998, le bâtiment B sera prolongé vers le nord pour accueillir 3 amphithéâtres supplémentaires et la nouvelle BU ALC.
Le pôle santé n'est pas en reste et, en 2000, est finie l'extension de la BU Santé (bâtiment 14).
En 2003, le département d'odontologie déménage du centre-ville et vient aménager dans un nouveau bâtiment (bâtiment 15) qui n'est pas sans rappeler la discipline à laquelle il est destiné.
Depuis mars 2002, il est relié par la ligne A du métro et sa station Villejean - Université.
En 2004 enfin est achevé le bâtiment R de l'université de Rennes-II dont les couleurs, grises et orange, sont censées s'opposer de manières symétriques aux blancs et bleus des premiers bâtiments d'Arretche.
Le bâtiment 8 a été aménagé au milieu des années 2000 et abrite des unités de recherche en biologie et en santé. Il est relié au bâtiment 4 par une passerelle aérienne.
Le bâtiment S, a été inauguré fin 2011, et devient le bâtiment principal de l'UFR sciences humaines. Il contient également des salles de sport et est relié au COSEC antérieurement présent.
Pendant la période 2014-2017 sont entamés des nombreux travaux sur la partie sud du campus, avec la construction du stade Robert-Poirier et du bâtiment T (pôle numérique Rennes Villejean). Pour libérer la place nécessaire, le bloc de préfabriqués formant le "bâtiment F" est déconstruit et de la même manière l'aile du bâtiment B se voit amputer de l'amphithéâtre B9 Châteaubriand. Ouvert en 2016 ce nouveau bâtiment accueille entre autres un télé-amphithéâtre, des salles connectées, des plateaux de création numériques. Au même moment est aménagé le bâtiment G, juste à côté du bâtiment de l'UFR Odontologie, pour compenser la destruction des salles F.
Pendant la même période, deux chantiers importants ont lieu juste en face, sur les terrains de l'EHESP avec la construction de :
- Maison des sciences de l'homme en Bretagne (MSHB) une unité de recherche rattachée à Rennes-II et au CNRS, à l'ouest.
- Institut de recherche en santé, environnement, travail (IRSET), unité de recherche rattachée à Rennes-I, à l'est.

Des constructions auxquelles s'adjoignent des rénovations importantes telle celle du bâtiment D témoigne de la dynamique de croissance très soutenue du campus de Villejean.

## Localisation

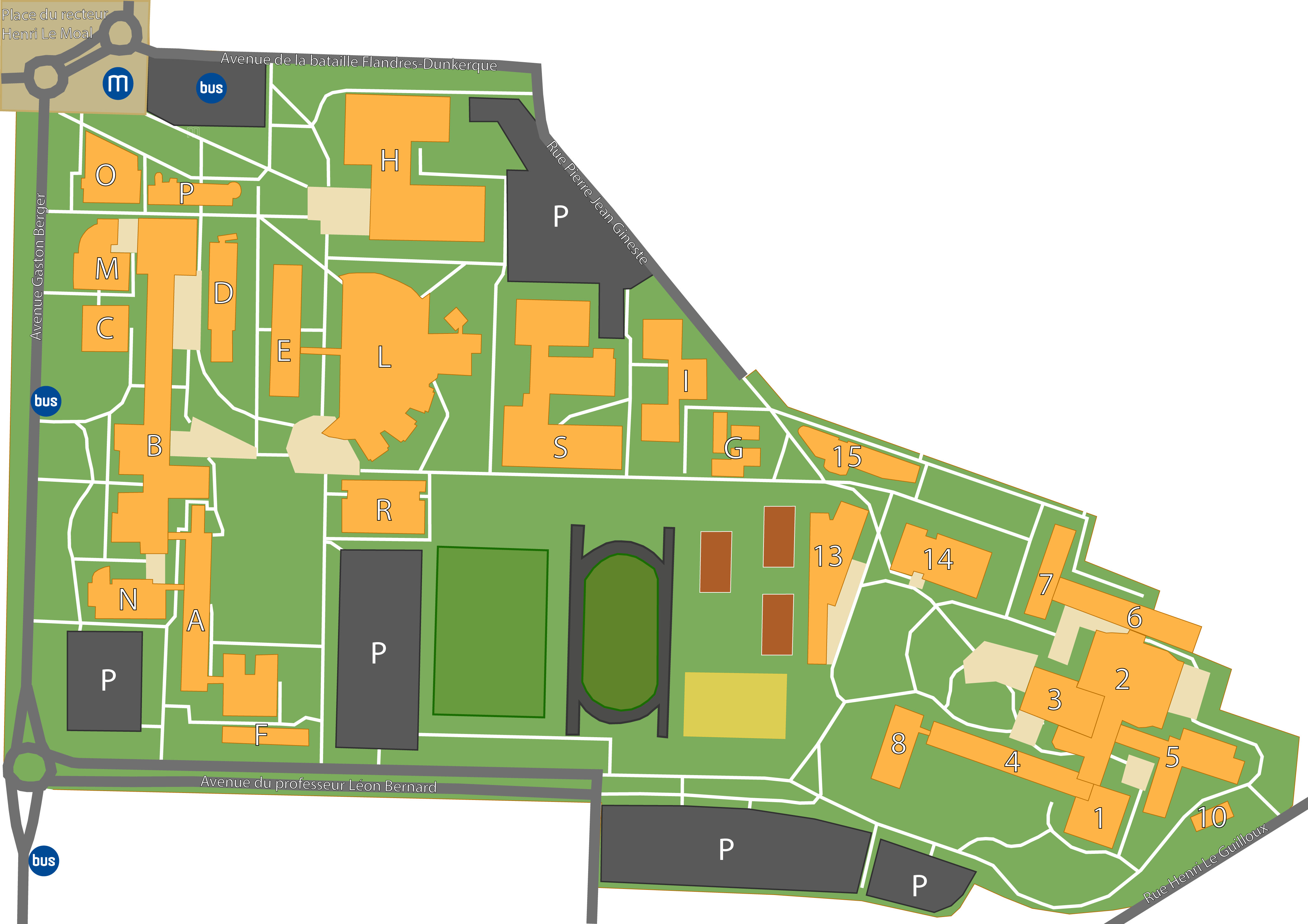
Plan du campus de Villejean.

Le campus est situé à l'ouest de la ville de Rennes.
Il est délimité au sud par le boulevard Saint-Jean-Baptiste-de-la-Salle, à l'ouest par l'avenue Gaston-Berger, au nord par l'avenue de la Bataille-Flandres-Dunkerque et enfin à l'est par la rue Henri-Le-Guilloux et l'hôpital Pontchaillou.
La séparation entre l'école de santé et la partie Rennes-II est marquée par l'Avenue du Professeur-Léon-Bernard, tandis que celle entre Rennes-II et Rennes-I est de moins en moins évidente au fur et à mesure des nouvelles constructions, mais suis l'axe de la rue Pierre Jean Gineste et les terrains de sport. De nos jours, il y a ainsi une parfaite continuité entre les bâtiments des deux universités. Enfin, la limite entre la partie Rennes-I et le CHU se situe à l'extrémité Est du bâtiment 6, néanmoins deux passerelles permettent de rejoindre d'une part l'INSERM et d'autre part les laboratoires du CHU.

## Composantes

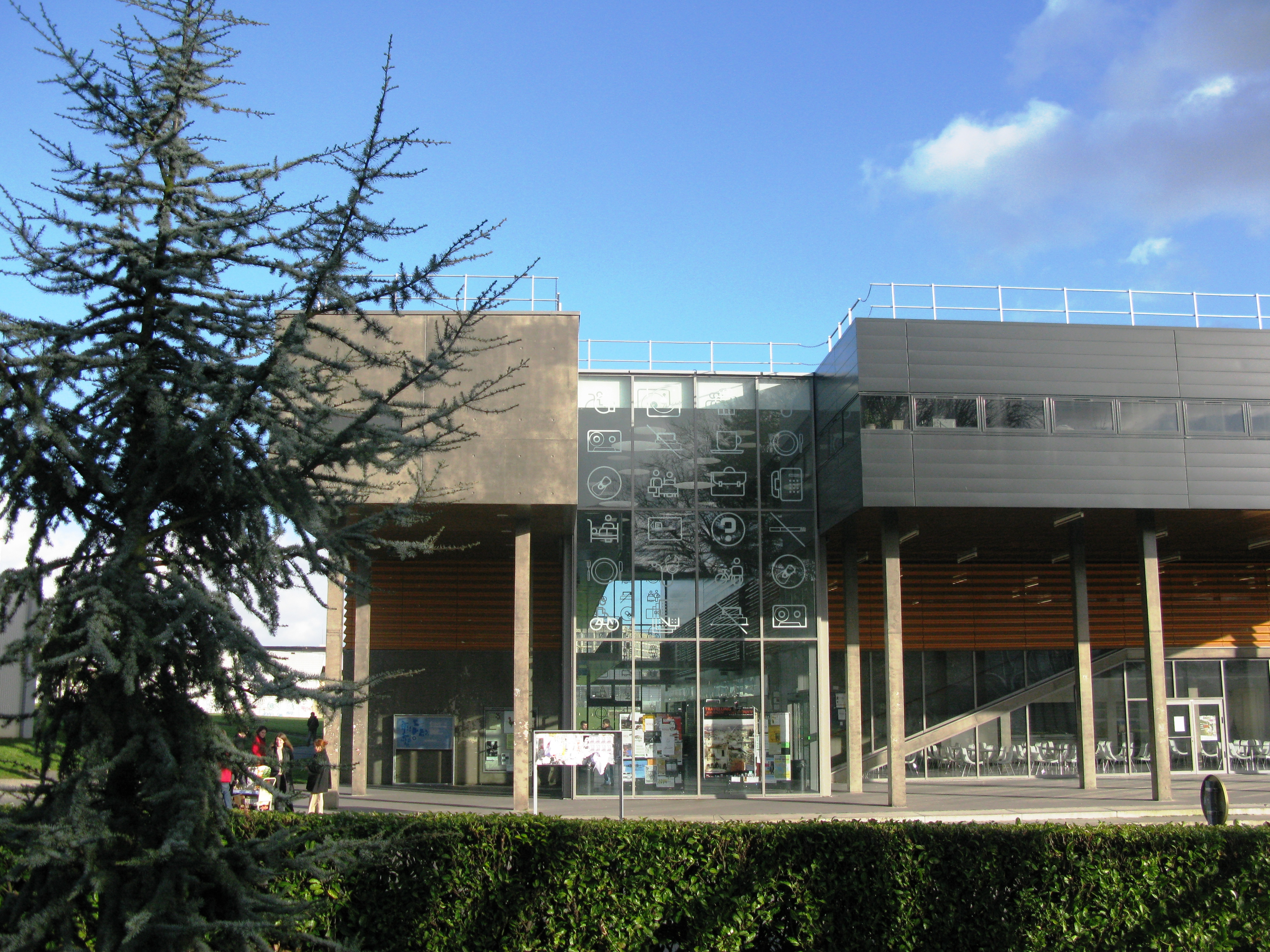
Le bâtiment R.

Il regroupe tout ou partie de trois établissements d’enseignement supérieur :
- l’université Rennes-II, qui y compte quatre UFR (facultés) et 19687 étudiants, répartis de la manière suivante :
  - l'UFR d'arts, lettres, et communication, 6201 étudiants ;
  - l'UFR de langues, 3934 étudiants ;
  - l'UFR de sciences humaines 4975 étudiants ;
  - l'UFR de sciences sociales, 4577 étudiants.

- l’université de Rennes-I, qui y compte trois UFR (facultés) et 6711 étudiants, répartis de la manière suivante :
  - l'UFR de médecine, 5379 étudiants ;
  - l'UFR de pharmacie; 848 étudiants ;
  - l'UFR d'odontologie; 484 étudiants.

- l’EHESP, qui compte 1300 étudiants.

## Œuvres artistiques
Plusieurs œuvres sont visibles sur le campus. Parmi les artistes représentés, on compte :
- Hervé Beurel qui signe "Intercalaire", qui recouvre un mur du hall d’accueil de la bibliothèque universitaire de santé (bâtiment 14) depuis 2001. La sérigraphie sur verre relie la partie ancienne du bâtiment et son extension.
- Antoniucci Volti signe une sculpture visible sur le parvis à l'entrée de la cafétéria du bâtiment 3.
- Raymond Subes signe la porte d'entrée du bâtiment administratif de l'UFR de médecine.
- Jacques Zwobada signe Mosaïque[8] qui couvre le pignon sud de l'actuel bâtiment E (UFR de langues)
- Bernard Brunon colorise la façade sud de la bibliothèque universitaire centrale (bâtiment H) en 2008[9],[10].
- Percussion de Mya, à l'entrée de la bibliothèque universitaire (bâtiment H) en 2016, dans le cadre du projet Odysée Urbaine de la ville de Rennes
- Alphabet déstructuré, d'Alexandre Lemagne, sur la façade nord du bâtiment D, en 2016, dans le même cadre.

## Accès
- Par métro : Le campus est accessible par la ligne a du métro, aux stations Villejean - Université et Pontchaillou
- Par bus : Le campus est desservi par les lignes : C4, 10, 14, 52, 65, 68, 76, 77, 78, 81, 82, 152ex, 168ex et 178ex.

## Bibliothèques universitaires

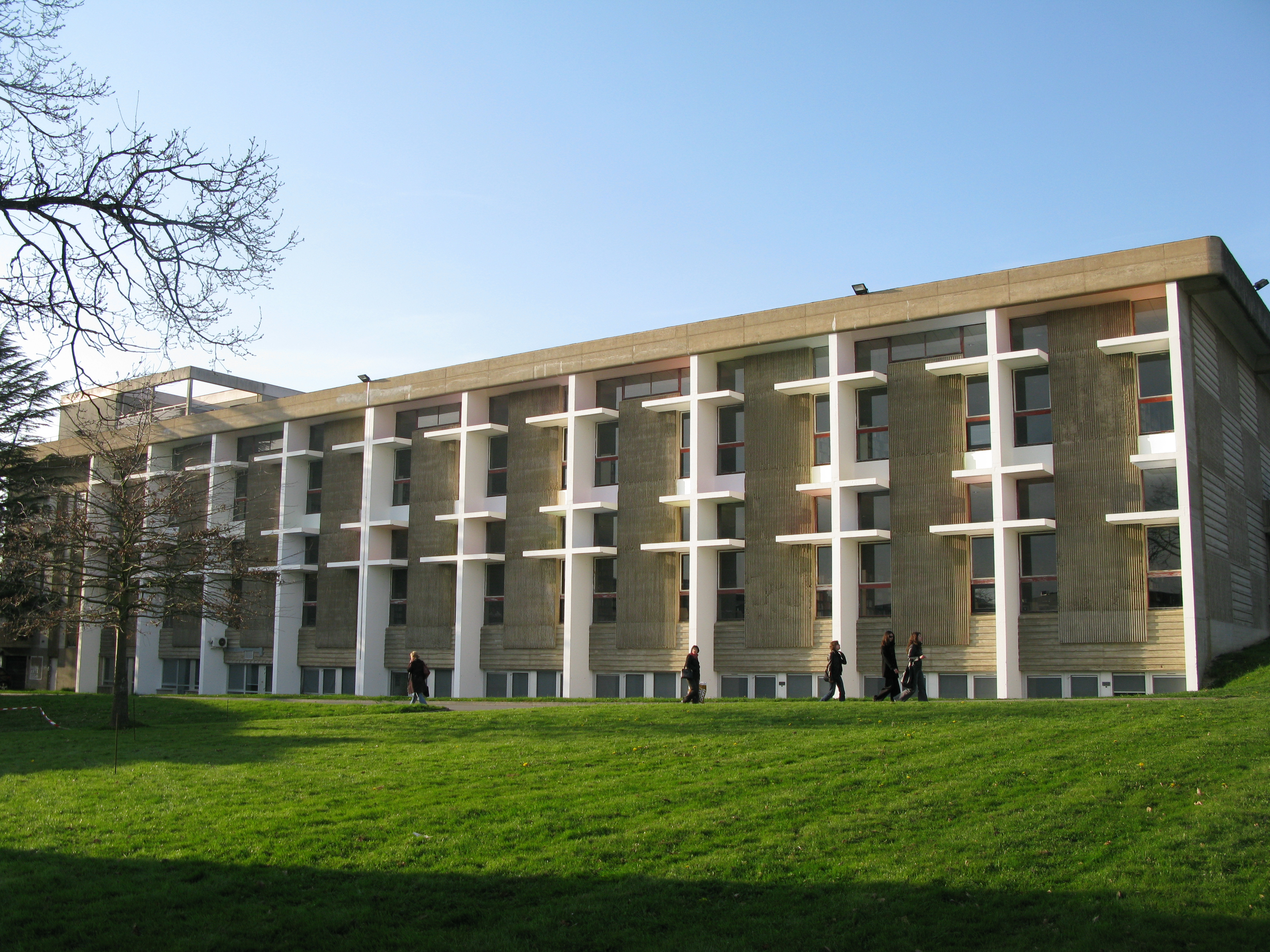
Le bâtiment H qui abrite notamment la bibliothèque universitaire centrale de Rennes-II.

Le campus est pourvu de plusieurs bibliothèques.
Les deux principales sont liées à l'histoire du campus et à l'emménagement des facultés de lettres et de médecine sur le site de Villejean.
De fait celle de Rennes-II est à dominante lettres et sciences humaines mais couvre de nombreux domaines et compte plus de 600 000 ouvrages. Sur 14 000 m², elle occupe la majeure partie du bâtiment H. Celle de Rennes-I couvre les disciplines de santé et est installée dans le bâtiment 14.
Par ailleurs, les quatre UFR de Rennes-II installées sur le campus de Villejean disposent également de leurs propres bibliothèques.
Enfin, pour les deux universités il existe également des bibliothèques rattachées à des départements d'enseignement ou à des unités de recherche.

## Restauration
Le campus est particulièrement bien pourvu en matière de restauration, gérés par le CROUS :

### Restaurants universitaires
- Le Métronome (avenue de la bataille Flandres-Dunkerque)
- L'Ereve (bâtiment R)

### Cafetérias
- Ereve (bâtiment R)
- Hall B (bâtiment B)
- Pôle Langues (bâtiment L)
- Santé (bâtiment 3) [11]

### Salles de pause
Des distributeurs de boissons chaudes, boissons fraiches et nourritures sont présents dans la plupart des bâtiments (hall B, hall L, hall O, hall S...).

### Autres
- Bistrot de l'Ereve
- Espace convivialité (UFR Odontologie).

## Autres commodités

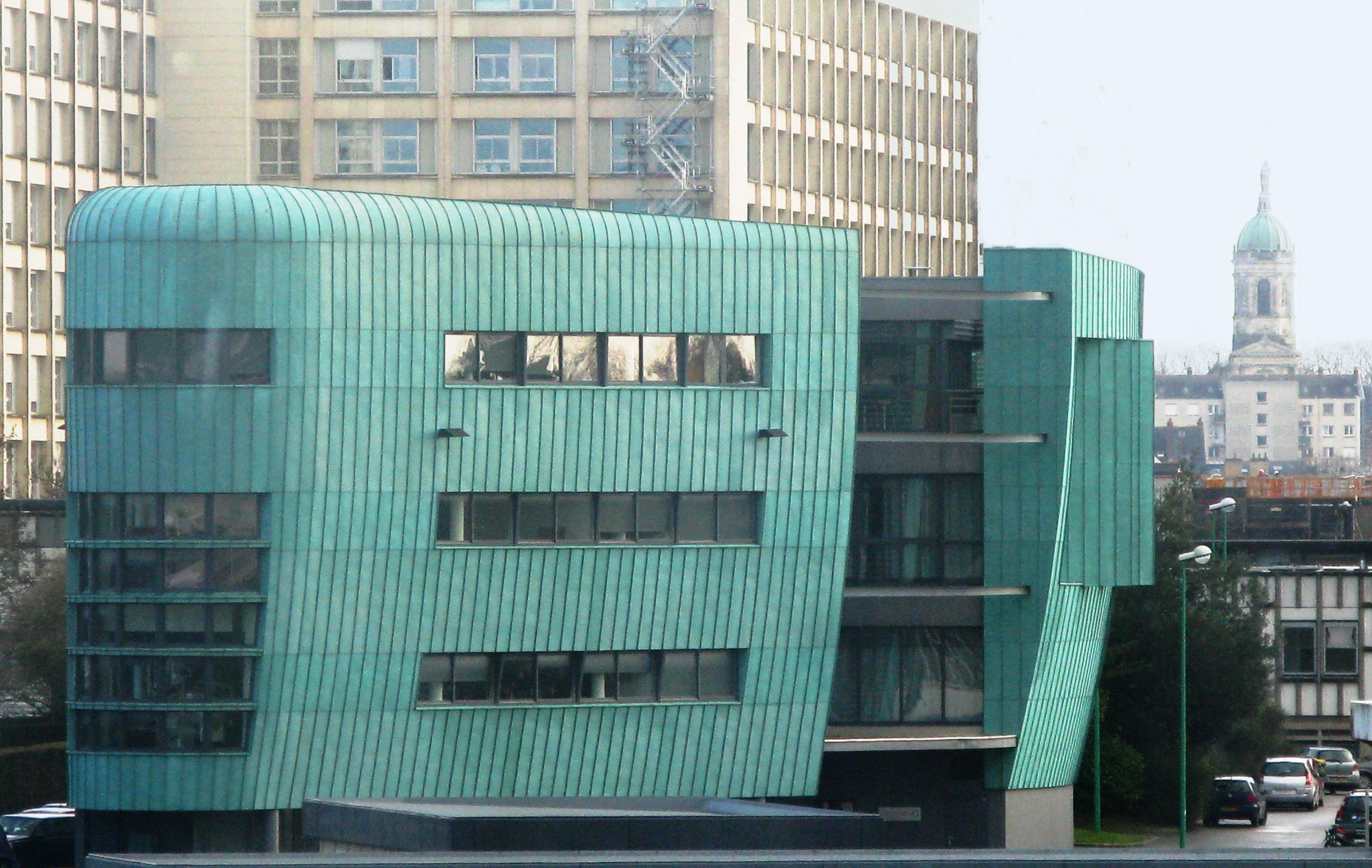
Bâtiment 15 (Odontologie)

Le campus héberge un certain nombre de commodités liées à l'activité de ses composantes.
- Deux ensembles de résidences universitaires (l'un dépendant de l'EHESP au sud, et l'autre du CROUS, au nord) sont immédiatement accessibles aux abords du campus. D'autres résidences sont aussi accessibles dans le quartier de Villejean.
- Un auditorium de 250 places, Le Tambour, est présent sur le campus, dans le bâtiment O.
- Une crèche, Au clair de lune, (bâtiment I) à destination des personnels et étudiants.
- Un Stade d'athlétisme couvert, d'une superficie de 5 829 m2, il comprend un anneau de 200 m, des pistes de sprint, une aire de lancer de poids, deux sautoirs à la perche, des zones de saut en hauteur, longueur et triple saut. L'équipement est prévu pour accueillir 1000 personnes dont 500 assises. Enfin, il est prévu de remettre en état l'actuelle piste d'athlétisme.

## Projets
- L'université Rennes-I étudie des possibilités d'extension sur le campus avec notamment la réhabilitation de l'espace situé entre les bâtiments 15 et 7, à vocation d'espace de vie étudiante, mais aussi évoque la possibilité de construire sur les actuels terrains de tennis, parallèles au bâtiment 13 et pour l'heure désaffectés. Enfin, il est aussi étudié la possibilité d'adjoindre des extensions aux bâtiments existants. Néanmoins tout ça ne sont que des ébauches de projets, et Rennes 1 prend aussi en compte la possibilité du rapprochement vis-à-vis de Rennes-II[12].

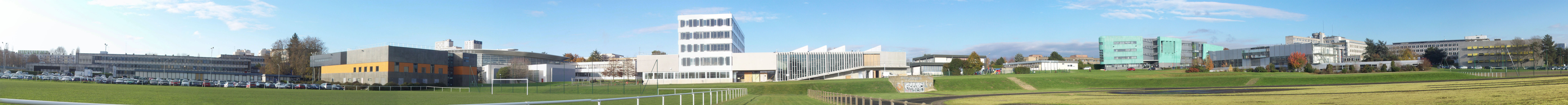
Panorama du campus depuis les stades, antérieur à la construction du stade d'athlétisme.